# 1351

سنة 1351 كانت سنة بسيطة تبدأ يوم السبت (سوف يظهر الرابط التقويم الكامل للعام) حسب التقويم اليولياني.

## أحداث
- ظهور أول عقد مروحي في كاتدرائية غلوستر.

## مواليد
- 16 أكتوبر - جان غالياتسو فيسكونتي أول دوقات ميلانو (مات عام 1402)

## وفيات
- أبو الحسن علي بن عثمان